# Christone Ingram

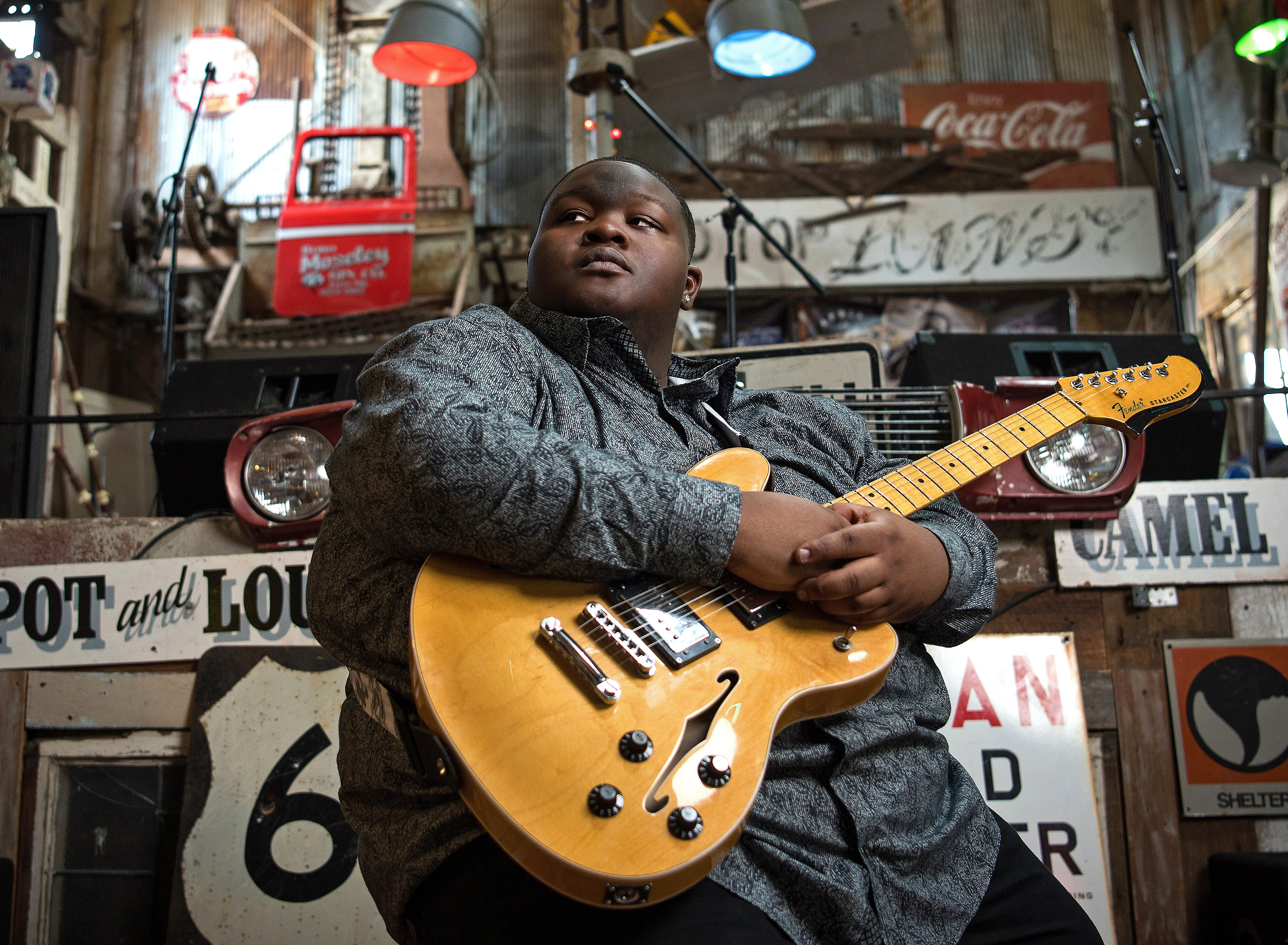
Christone „Kingfish“ Ingram, 2019

Christone „Kingfish“ Ingram (* 19. Januar 1999 nahe Clarksdale, Mississippi) ist ein US-amerikanischer Blues-Gitarrist und Sänger.

## Biografie
Christone Ingram ist der Sohn von Princess Pride und Christopher Ingram. Princess Pride ist eine Cousine der Country-Legende Charley Pride. Als Kind wuchs Ingram in einem Gospel-Umfeld auf; schon früh nahm er aktiv an dieser Musik teil. Er hörte Musik von Robert Johnson, Lightnin’ Hopkins, B. B. King, Muddy Waters, Jimi Hendrix, Prince und anderen.
Mit etwa fünf Jahren begann Ingram, sich für den Blues zu interessieren, als sein Vater ihm eine Fernsehdokumentation über Muddy Waters zeigte und mit ihm das Delta Blues Museum besuchte. Er nahm an Musikkursen des Museums teil. Mit sechs lernte er Schlagzeug, mit neun spielte er Bass, bevor er mit elf zur Gitarre wechselte. Von seinen Lehrern erhielt er den Spitznamen „Kingfish“. Er hatte erste Auftritte und war bald in der Umgebung von Clarksdale bekannt. Im November 2014 spielte er mit der Delta Blues Museum Band für Michelle Obama im Weißen Haus.
Im August 2017 war Ingram einer der Headliner des St. Louis Blues Festivals. Im gleichen Jahr war er Gastmusiker auf dem Album Middle of the Road von Eric Gales. 2018 trat er beim Chicago Blues Festival auf.
Im Mai 2019 erschien Ingrams Debütalbum Kingfish, das Platz 1 der Billboard Blues Charts erreichte. Es wurde für einen Grammy Award in der Kategorie Bestes traditionelles Blues-Album nominiert. 2019 war Ingram mit Buddy Guy auf Tour.
2020 erhielt Ingram fünf Blues Music Awards und war damit erfolgreichster Künstler dieses Jahres. 2021 und 2022 wurden ihm jeweils zwei weitere Awards zuerkannt. 2022 gewann Ingram einen Grammy in der Kategorie Bestes zeitgenössisches Blues-Album für sein zweites Album 662, veröffentlicht 2021.
2023 erschien das Album Live in London, das 2024 als Bestes zeitgenössisches Blues-Album für einen Grammy nominiert war. 2024 erhielt er bei den Blues Music Awards vier Auszeichnungen: Album of the Year, Contemporary Blues Album, Contemporary Blues Male Artist und Instrumentalist – Guitar. Ingram gründete sein eigenes Musiklabel Red Zero Records, auf dem 2025 sein drittes Studioalbum Hard Road erschien.
2025 wurde Ingram bei den Blues Music Awards erneut als Bester Bluesgitarrist ausgezeichnet.

## Diskografie

### Soloalben
- 2019: Kingfish

- 2021: 662

- 2025: Hard Road

### Livealben
- 2024: Live in London

### Als Gastmusiker
- 2017: Middle of the Road – Eric Gales
- 2018: Marvel’s Luke Cage Season Two – Original Soundtrack – Adrian Younge & Ali Shaheed Muhammad – zwei Titel: Put A Spell On You und The Thrill Is Gone[2]

## Fernsehauftritte
- 2015: Rachael Ray
- 2015: The Steve Harvey Show
- 2018: Marvel’s Luke Cage